# Ogoulou (département)
L'Ogoulou est un département de la province de la Ngounié au Gabon. Sa préfecture est Mimongo

## Étymologie
Le département tire son nom de l'Ogoulou, affluent de l'Ogooué